# Chrysobalanus icaco
Chrysobalanus icaco là một loài thực vật có hoa trong họ Cám. Loài này được L. mô tả khoa học đầu tiên năm 1753.

## Hình ảnh

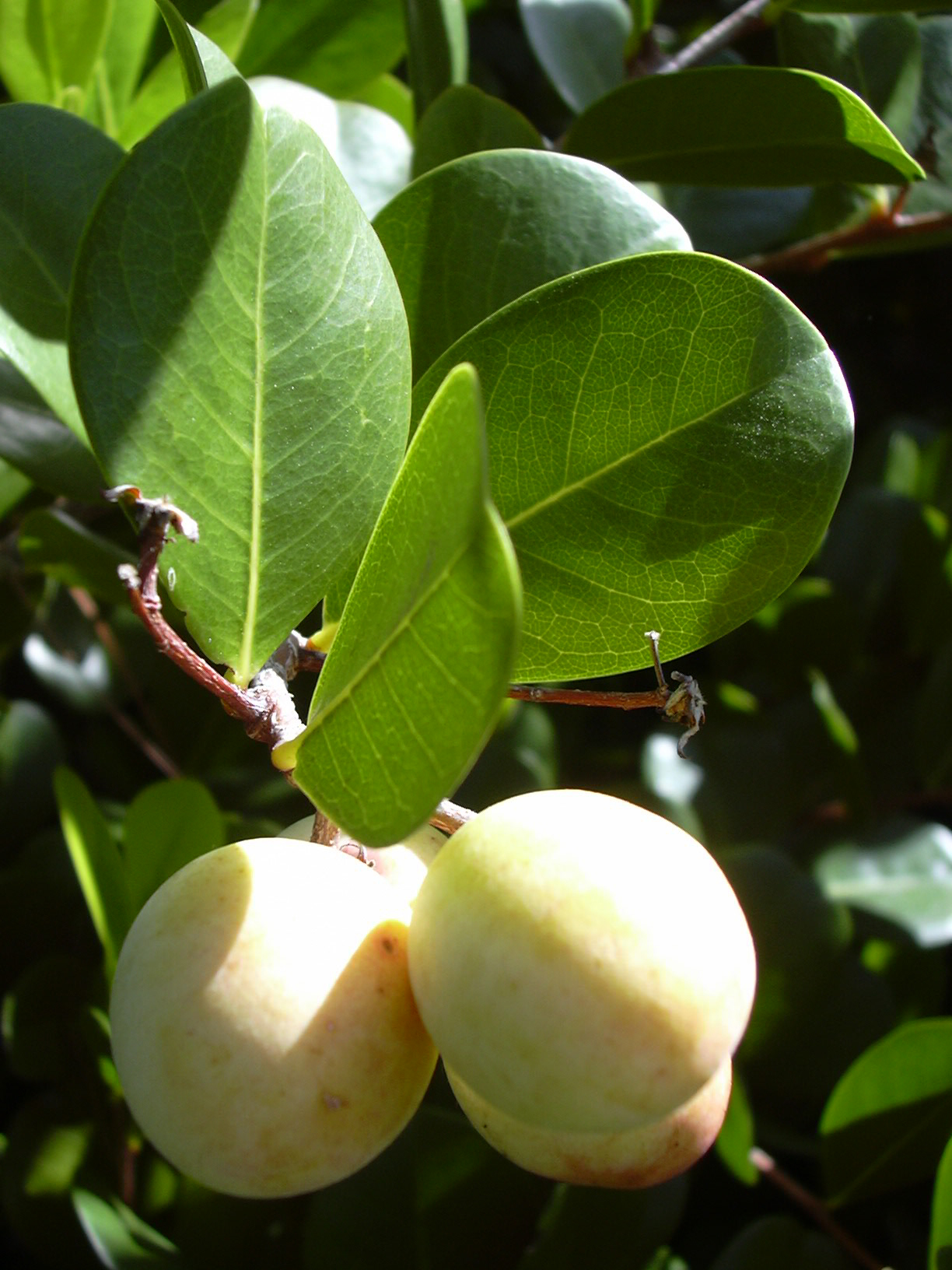
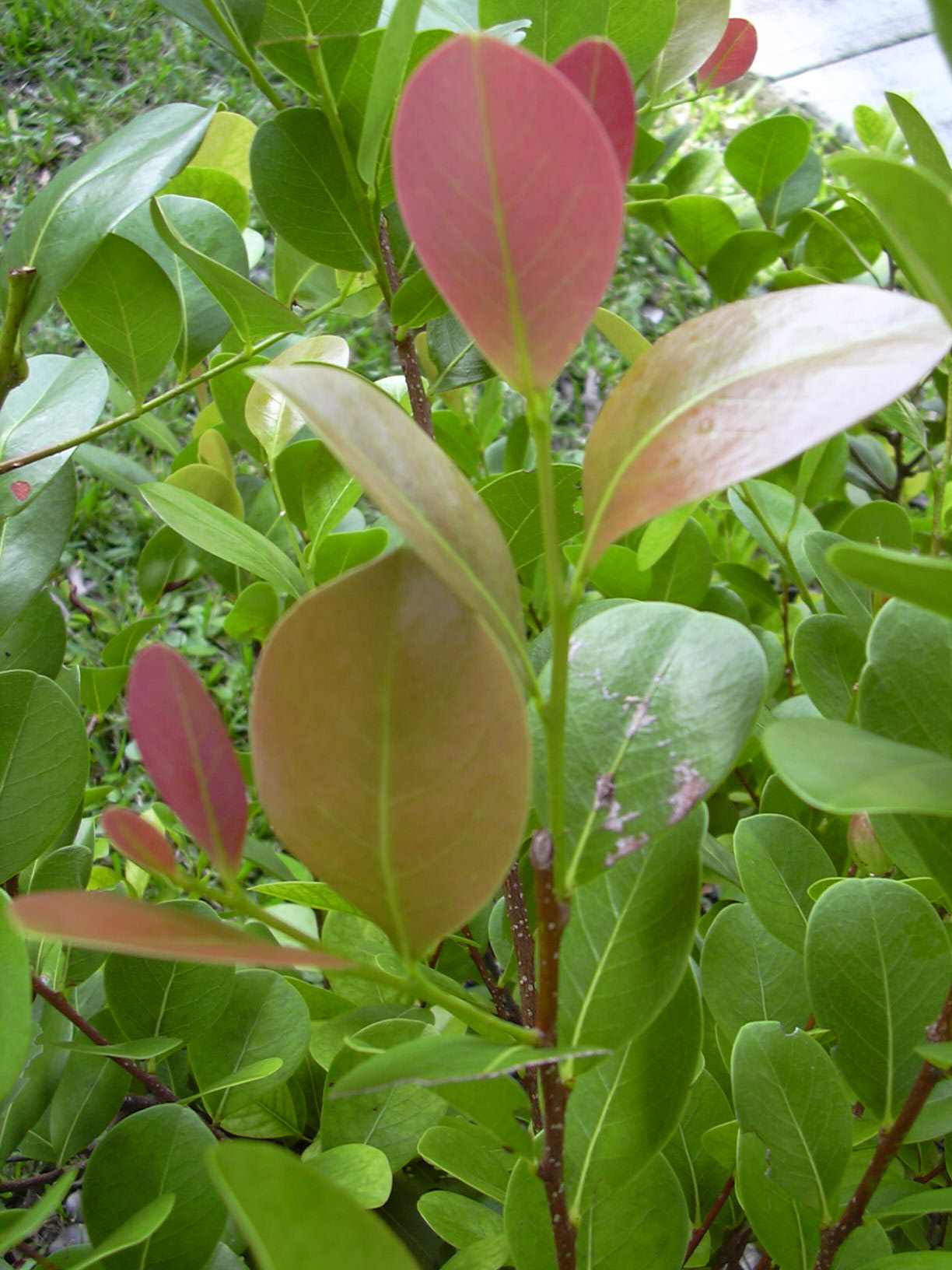
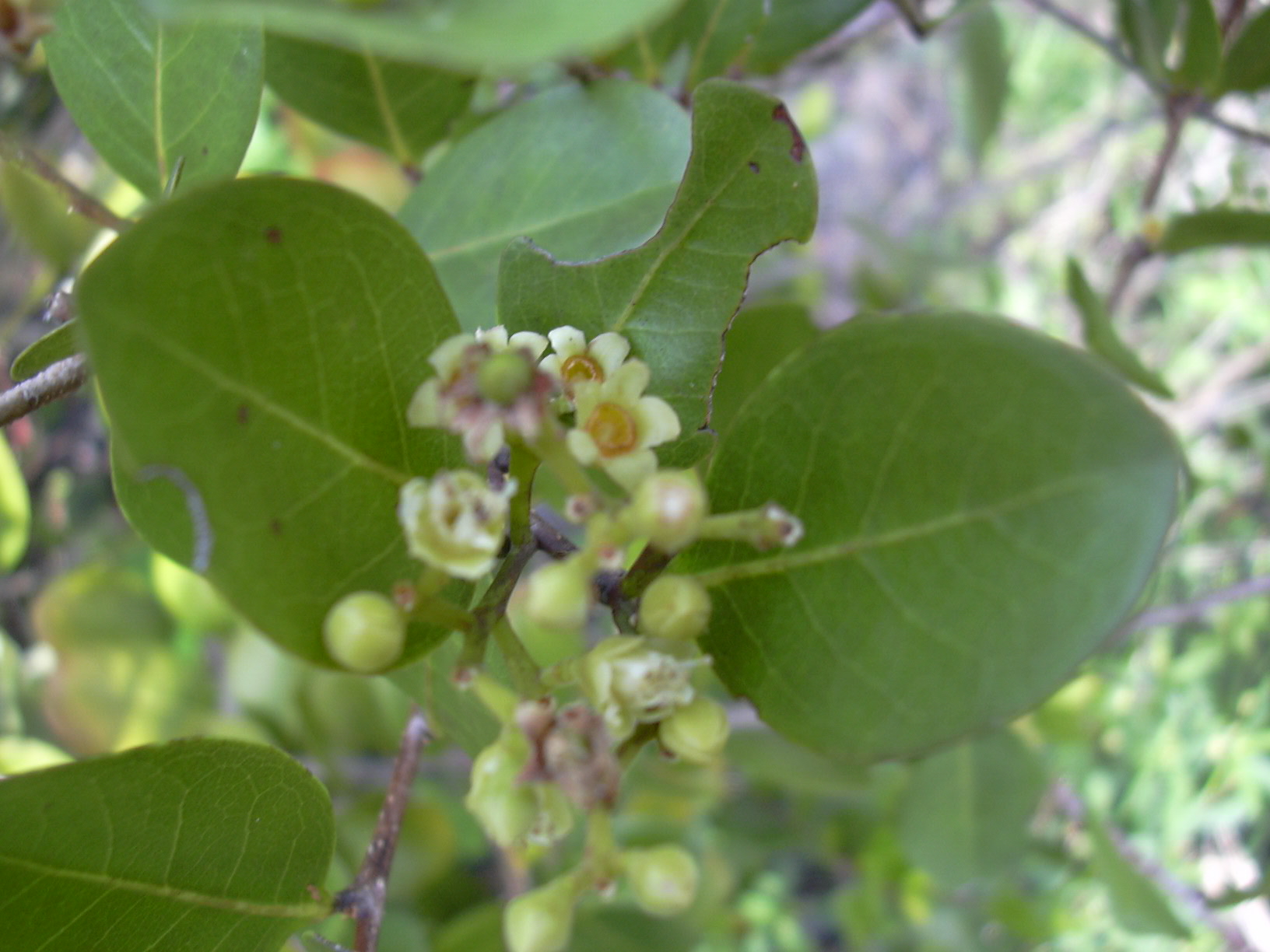
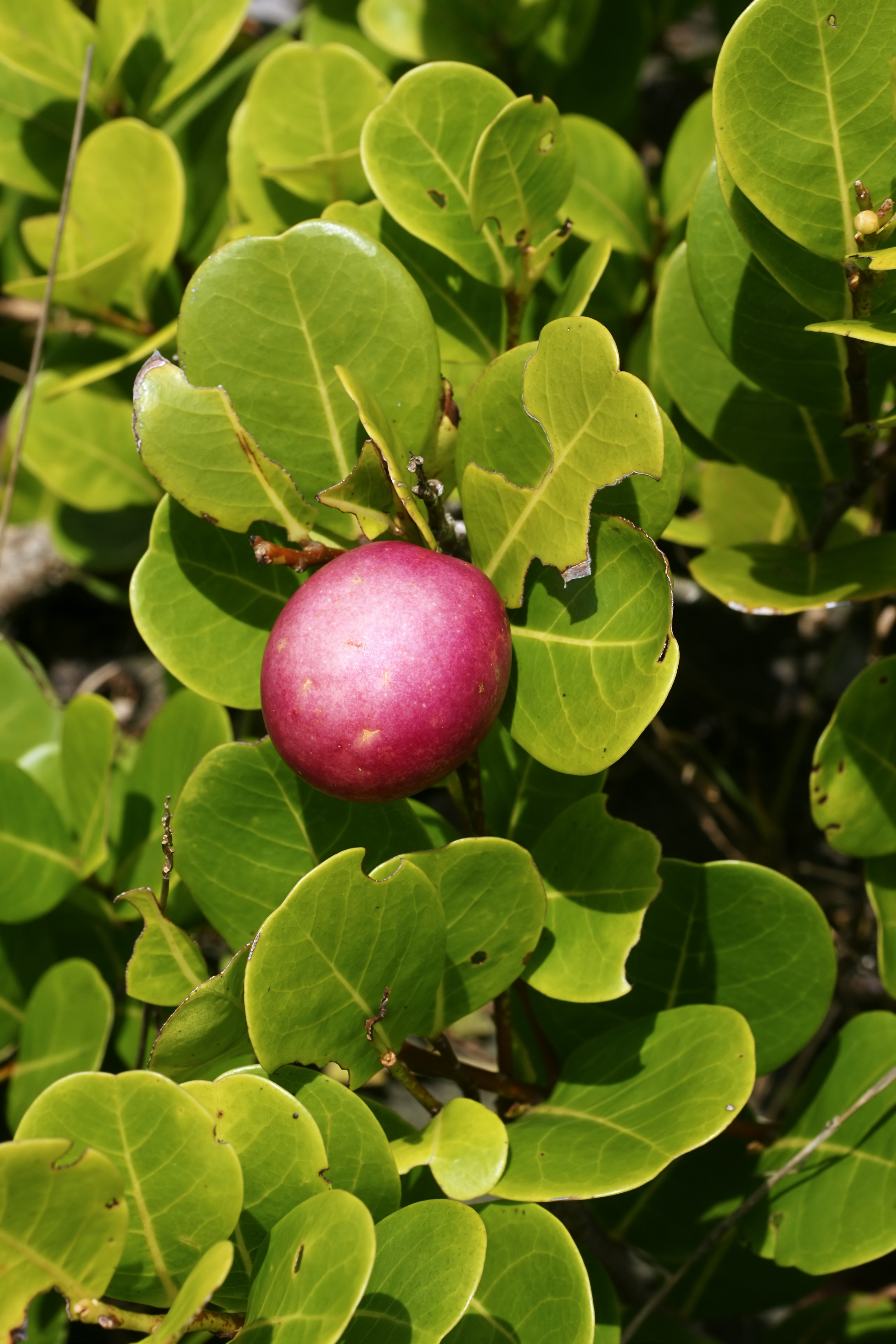